# Salisbury (Dominika)
Salisbury – wieś we Wspólnocie Dominiki, w parafii świętego Józefa. W 1991 roku wieś zamieszkiwało 1410 osób.